# Wolwark
Wolwark [pronunciación en polaco: /ˈvɔlvark/] es un pueblo en el distrito administrativo de Gmina Szubin, dentro del Distrito de Nakło, Voivodato de Cuyavia y Pomerania, en el norte de Polonia central. Se encuentra aproximadamente a 5 kilómetros al suroeste de Szubin, a 19 kilómetros al sur de Nakło nad Notecią, y a 25 kilómetros al suroeste de Bydgoszcz.
El pueblo tiene una población de 289 habitantes.